# Aeropuerto de Wau
El Aeropuerto de Wau (en inglés: Wau Airport) (IATA: WUU, OACI: HSWW ) es un aeropuerto civil que sirve a la ciudad de Wau y las comunidades circundantes en el país africano de Sudán del Sur. Feeder Airlines tiene tres vuelos de regreso a la semana entre Jartum - Wau - Yuba. Southern Star Airlines ofrecía un servicio los miércoles y domingos a Juba, pero este servicio fue suspendido en 2011 cuando la aerolínea dejó de volar en el área.
El Aeropuerto de Wau se encuentra en el condado de Wau, en el estado de Bar el Gazal Occidental, como su nombre lo indica en la ciudad de Wau. El aeropuerto está situado al noreste del distrito central de negocios de la ciudad.
Esta ubicación se encuentra a unos 511 kilómetros (318 millas), por vía aérea, al noroeste del Aeropuerto Internacional de Juba, el aeropuerto más grande de Sudán del Sur.
El aeropuerto era una parada importante para las operaciones de Naciones Unidas a Sudán del Sur y continua siéndolo bajo la Misión de Asistencia de las Naciones Unidas en la República de Sudán del Sur (UNMISS), este también es utilizado por el Programa Mundial de Alimentos y la Fuerza Aérea Sursudanesa.